# Свети Атанасий (Бохула)
Вижте пояснителната страница за други значения на Свети Атанасий.
„Свети Атанасий“ (на македонска литературна норма: „Свети Атанасиј“) е възрожденска православна църква в тиквешкото село Бохула, южната част на Северна Македония.
Църквата е изградена и зографисана в 1879 година според надписа над южната врата от вътрешната страна, който гласи: „Ктитори и приложници Димко Йереа, Ризо Ното Неде Годжобашия Стоя Атанаси Митруши Вангелович от село Терново Никола питроп Темелко мали големи из руку братия Ваггели Никола Костадини Атанасович зуграфа от село Крушево в лето 1879 декември 20“. Църквата е трикорабна, с тремове от южната и от западната страна. Отвътре корабите са покрити с дървени тавани и са изрисувани. Царските двери на иконостаса са резбовани в 1870 година от непознат автор, а годината е записана долу на лявото крило. Дверите са сходни с тези в селската църква „Свети Димитър“ в Бунарче.
На южната стена е композицията Страшният съд (Второ пришествие Христово). В прозоречното пространство са Свети Мина, Свети Сава, Свети Георги Янински, Свети Теодор, Свети Трифон със сърп и Свети Нестор. В главния кораб са изобразени четиримата евангелисти. На северния зид са разположени: Врачката, Свети Илия на колесница, Христос пред Пилат, Поругаване Христово, Разпятие, Погребение Христово и Възкресение Христово. Във втората зона са композициите: Юда се беси, Предателство Юдино и Тайната вечера. Во третата зона се няколко сцени: Двама светци приемат грозд от човек, Възкресение Лазарево и Влизане в Йерусалим. В прозоречното пространство са представени Свети Теодор, Света Варвара, Света Екатерина, Свети Меркурий и един неидентифициран светец. Исус Христос е изобразев в проскомидията, а в олтарната апсида са Свети Василий Велики, Свети Йоан Златоуст, Свети Йоан Богослов и Свети Кирил Александрийски. Над тях е Богородица Ширшая небес. В нишата на дяконикона е изобразен архидякон Стефан. На западната стена е Свети Игнатий с два лъва, Свети Зосим и Мария Египтянка и Страданието на Свети пророк Исаия.
На иконостаса има икони от XIX век. На една от престолните икони – Свети Димитър, има надпис: „Из руки Дебранец ученик Дичов от село Тресонче 1870“. Друг надпис е изписан на самата врата, на която е изобразен Свети Архангел Михаил в долниата част: „Из руки Петре Дебранец ученик Дичов от село Тресанче.